# Telmatherina opudi
Telmatherina opudi là một loài cá thuộc họ Telmatherinidae. Nó là loài đặc hữu của Indonesia.